# Театр ужасов якудза: Годзу
«Театр ужасов якудза: Годзу» (яп. 極道恐怖大劇場　牛頭　ＧＯＺＵ Gokudō kyōfu dai-gekijō: Gozu) — японский фильм Такаси Миикэ, снятый по сценарию Сакити Сато.

## Сюжет
Молодой якудза Минами — член банды Адзамавари. Его эксцентричность, заставляет порой людей сомневаться в его психическом здоровье, недолюбливает его и босс банды. И однажды он посылает Минами в сопровождение Аники, который однажды спас Минами жизнь. Путь лежит в таинственный город Нагоя и в дороге предстоит встреча со странными обитателями города.

## Художественные особенности
Повествование фильма выстроено непрерывным чередованием последовательных сцен-загадок на фоне поисков Минами исчезнувшего брата-якудза Одзаки в небольшом городе, что очень походит на манер древнегреческих мифов. Также Минами в одной из сцен встречает похожего на минотавра существо, в честь которого и назван фильм: «Годзу» с японского переводится как «коровья голова».

## Критика
Снятый с низким бюджетом фильм изначально планировался к выпуску сразу на DVD формате, однако теплый приём на Канском фестивале обеспечил ему прокатную судьбу в кинотеатрах за рубежом. В итоге фильм был положительно оценен рецензентами New York Times, BBC, Washington Post и интернет-порталами Rotten Tomatoes и IMDB. Большинство критиков комментировали глубоко сюрреалистическую и разрозненную природу фильма.